# Accent tonique en breton
Le breton possède un système d'accentuation complexe, très différent de celui du français. L'accent tonique en breton est systématique, sa place varie cependant selon les différents dialectes. Il s'agit d'un élément indispensable à la prononciation de la langue, que l'on retrouve par ailleurs dans les autres langues celtiques. Néanmoins, les nouvelles générations de locuteurs, francophones avant d'être bretonnantes, ne le maîtrisent que rarement.

## Accent de mot et accent de phrase

### Accent de mot

#### Différences dialectales
De même que le vocabulaire, quelques éléments grammaticaux et des prononciations spécifiques, l'accent tonique varie d'un dialecte à un autre. On distingue ainsi trois ensembles :
- le breton dit KLT, comprenant les dialectes léonards ainsi que la majeure partie de la Cornouaille et du Trégor.
- le breton vannetais
- une zone dite « intermédiaire » allant de la Cornouaille orientale à l'est du Trégor et au Goëlo.

##### Breton KTL
En Léon, ainsi que dans la majeure partie du Trégor et de la Cornouaille, l'accent tonique porte le plus souvent sur l'avant-dernière syllabe des mots. On aura par exemple :
- labourat [laˈbuːrat] (« travailler »)
- cheñchet ['ʃẽ:ʃet] (« changé »)
- pesked ['pesket] (« des poissons »)

Dans les parlers centraux, l'accent tonique est parfois très fort, bien plus qu'en léonard, au point que certaines syllabes non accentuées peuvent être parfois éludées dans la conversation courante. Par exemple :
- un tamm bar(a) [ˈbɑːra] (« un bout de pain »)
- (a)darr(e) [aˈdarːe] (« à nouveau »)

Néanmoins, il existe quelques exceptions qui font porter l'accent tonique sur la dernière syllabe. Par exemple :
- amann [ãˈmãnː] (« du beurre »), qui s'explique par l'élision de la syllabe finale, encore prononcée en vannetais : amonenn [ãˈmõːnɛn].
- katekiz [kate'kis] (« catéchisme »), sans doute issu d'un emprunt récent au français.
- ganit [ɡãˈnit] (« avec toi »), de même que les autres déclinaisons de gant [ɡãnt] (« avec »), à l'exception de gantañ [ˈɡãntã] (« avec lui »), ganti [ˈɡãnti] (« avec elle ») et ganto [ˈɡãnto] (« avec eux »).
- gwechall [ɡɥeˈʃalː] (« autrefois »), qui résulte de l'addition du nom gwech (« fois ») et de l'adjectif all (« autre »).

##### Breton vannetais
En breton vannetais, l'accent tonique est moins marqué et tombe généralement sur la dernière syllabe des mots. On entendra par exemple :
- tavarn (« auberge »)
- chiminal [sĩmĩ'na:l] ou [ʃĩmĩ'na:l] (« cheminée »)

En breton bas-vannetais, de Lorient au pays Pourlet, l'accent est plus mobile et tombe parfois sur la première syllabe des mots de trois syllabes, à l'instar des parlers de la zone intermédiaire.

##### Zone intermédiaire
La zone intermédiaire désigne traditionnellement les parlers qui ne suivent ni les règles d'accentuation du breton KLT, ni celles du breton vannetais. On y inclut généralement les dialectes bretons du Goëlo, du Pays Fañch et de la région de Quimperlé. Il est néanmoins difficile de dégager ici un ensemble de règles précises, puisque les variations sont parfois nombreuses d'un terroir à un autre, voire d'une commune à une autre.
On peut tout de même noter la présence d'une accentuation assez originale en ce qui concerne les mots de trois syllabes, qui tombe alors sur la première, notamment dans la région de Moëlan-sur-Mer :
- labourat ['la:burat] (travailler)

Certains mots, plus nombreux qu'en breton KTL, s'accentuent aussi « à la vannetaise », c'est-à-dire sur la dernière syllabe. On pourra notamment entendre dans la région de Quimperlé :
- maner [ma'ne:r] (manoir)
- meller [mɛ'lle:r] (meunier)

#### Pouez-mouezhettaol-mouezh
Fait important, la langue bretonne distingue le pouez-mouezh (« le poids de la voix ») du taol-mouezh (« le coup de voix »). Le premier fait plus longuement durer la syllabe accentuée, tandis que le second reste bref.
Exemple :
- linenn ['linən] (« ligne ») : l'avant-dernière syllabe est accentuée de manière très brève, le « i » reste court.
- labourat [la'buːrət] (« travailler ») : l'avant-dernière syllabe est accentuée plus lourdement, le « ou » est plus long.

Certains termes ne se différencient à l'oral que par leur accentuation lorsqu'ils comportent les mêmes phonèmes.
Exemple :
- kanañ [ꞌkɑ̃ːnə] (« chanter ») : l'avant-dernière syllabe dure plus longuement.
- kannañ [ꞌkɑ̃nə] (« battre ») : l'avant-dernière syllabe est accentuée plus brièvement.

L'orthographe unifiée ne rend pas toujours compte de ces problématiques de pouezh-mouezh et de taol-mouezh. Ainsi, l'adjectif mat possède un double-sens selon son accentuation :
- [mɑːt] signifie ainsi « bien » ou « bon » : traoù mat [ˈtrɔw ˈmɑːt] (« de bonnes choses »)
- [mǎt] peut avoir la valeur d'un « très » en français : un den bras-mat (« une personne très grande ») ; on l'utilise également comme équivalent à « costaud » : paotred vat (« des gars costauds »)

### Accent de phrase
En plus de l'accent tonique propre à chaque mot, l'accentuation se porte aussi sur la phrase et joue un grand rôle dans l'information qu'elle véhicule. Il appuie ainsi fortement sur les éléments les plus importants de la phrase.
Exemple :
- Ar marc'h gwenn [ar marx 'kwɛnː] / [ar marx 'kɥɛnː] (le cheval blanc) : l'accent tombe sur gwenn, le cheval est blanc et non d'une autre couleur.
- Ur marc'h [ˈœrː marx] (un cheval) : l'accent tombe sur ur, il n'y a qu'un seul cheval, il n'en y a pas d'autres.
- Daou varc'h [ˈdɔw. varx] (deux chevaux): l'accent tombe sur daou, il y a deux chevaux.
- Daou varc'h gwenn [ˈdɔw. varx 'kwɛnː] / [ˈdɔw. marx 'kɥɛnː] (deux chevaux blancs) : il y a deux chevaux et ils sont blancs.

Les termes jugés « inutiles » à la compréhension ne sont ainsi jamais accentués, tels que les particules verbales. Leur présence se signale d'ailleurs souvent par une mutation consonantique et, de fait, leur élision est régulière dans la plupart des dialectes.
Exemple :
- Ar re-mañ (a) zo bras (ceux-ci sont grands) : la particule verbale a n'est jamais accentuée et n'est donc pas toujours prononcée.
- Ar re-mañ (a) gan (ceux-ci chantent) : la particule verbale a induit néanmoins une mutation adoucissante sur le verbe kanañ, mais n'est pas forcément prononcée.

Cet accent tonique joue parfois un rôle crucial dans la compréhension d'une phrase énoncée.
Exemple :
- Ar frouezh-se a zo re fall [ar 'frwe:s se   zo 're: fal] (ces fruits sont trop mauvais) : l'accent porte sur re (trop)
- Ar frouezh-se a zo re fall [ar 'frwe:s se   zo re 'fal] (ces fruits sont de mauvais [fruits]) : l'accent porte sur fall (mauvais)

L'ensemble de ces règles d'accentuations font du breton une langue à la musicalité très différente de celle du français.